# 小行星7735
小行星7735（英語：7735 Scorzelli）是一颗围绕太阳公转的小行星。1980年10月31日，舒爾特·巴斯在帕洛马山发现了此天体。
这颗小行星的绝对星等为94.93844等。